# قائمة المواقع والمعالم الأثرية في المغرب
قائمة المواقع والمعالم الأثرية في المغرب تعرض المواقع ذات القيمة التاريخية والثقافية التي تم تصنيفها من قبل وزارة الثقافة المغربية.
قامت وزارة الثقافة بالمغرب بتصنيف المواقع والمعالم الأثرية الوطني إلى قائمتين أساسيتين . القائمة الأولى للمواقع الاثرية المصنفة والثانية للمباني المدرجة. توجد قائمة ثالثة من أجل القطع المدرجة في المتاحف.

## قائمة المعالم
1. معالم مدينة الصويرة (قديمًا موغادور):
  - باب دكالة (الصويرة)